# Барбас, Херман
Херма́н Барба́с Ди́ас (исп. Germán Barbas Díaz; 17 сентября 2007, Монтевидео) — уругвайский футболист, полузащитник клуба «Пеньяроль».

## Клубная карьера
Воспитанник клуба «Наутико», Барбас перешёл в академию «Пеньяроля» в 2019 году в возрасте 12 лет. Свой первый профессиональный контракт с клубом подписал 2 мая 2024 года до декабря 2026 года. За первую команду дебютировал 24 мая 2024 года, выйдя на замену в победном (3:1) матче чемпионта Уругвая против «Прогресо». В возрасте 16 лет, 8 месяцев и 7 дней Барбас является вторым самым молодым дебютантом в истории лиги после Кокито.

## Карьера в сборной
Барбас играл за молодёжную сборную Уругвая на Международном футбольном турнире в Алькудии 2024 года и забил единственный гол в финале против Аргентины.